# The Indian Express
The Indian Express è un quotidiano in lingua inglese pubblicato a Mumbai dall' Indian Express Group.
Nel 1999, a otto anni dalla morte del fondatore nel '91, il gruppo fu diviso fra gli eredi di Ramnath Goenka: le edizioni pubblicate a sud dell'India confluirono nel gruppo The New Indian Express, mentre quelle del nord mantennero il nome di Indian Express, con sede a Mumbai.
The Indian Express è pubblicato in dieci località: Delhi, Jaipur, Mumbai, Nagpur, Pune, Kolkata, Vadodara, Chandigarh, Lucknow, Ahmedabad e Tirupati.

## Storia
The Indian Express venne fondato nel '32 a Chennai dal medico Varadarajulu Naidu, nella casa editrice Tamil Nadu. A seguito delle difficoltà finanziarie, dopo breve tempo cedette il giornale a Swaminathan Sadanand, giornalista indiano e fondatore dell'agenzia di stampa nazionale The Free Press. L'anno seguente The Indian Express aprì la seconda sede a Madurai, lanciando l'edizione in lingua tamil dal titolo Dinamani. Sadanand introdusse numerose innovazioni editoriali e abbassò il prezzo del giornale. Nonostante ciò, nuovi problemi economici lo obbligarono a cedere parte delle sue azioni a Ramanath Goenka, con opzione convertendo. Nel 1935, The Free Press Journal dichiarò bancarotta e, dopo una lunga battaglia legale, Sadanand perse la proprietà dell'Indian Express. Goenka acquisì il 26% di azioni residue, divenendo l'unico azionista di controllo.
La linea editoriale del quotidiano riprese al massimo grado la sua tradizione antigovernativa e avversa all'establishment, trovandosi a competere con quotidiani già affermati come The Hindu ed The Mail, in un mercato potenziale che negli anni '30 presentava numeri molto più ridotti rispetto a quello odierno.
Nel 1939, Goenka acquisì Andhra Prabha, altro diffuso quotidiano in lingua telugu. Acquisito il Morning Standard nel '51,  Goenka avviò l'edizione di Mumbai, la cui sede era presso i due grattacieli noti come Express Power. Due anni dopo divenne l'edizione locale di Mumbai del gruppo The Indian Express . Negli anni seguenti furono aperte le sedi in altre città, e relative edizioni: Madurai nel '57, Bangalore nel '65, Ahmedabad nel '68.

Nel 1961 uscì in stampa a Mumbai il numero di apertura del The Financial Express, rivista dedicata alle notizie finanziarie dall'India e dal mondo; nel '65 a Bangalore esordirono il Kannada Prabha (Kannada Daily) e l'edizione locale del quotidiano in lingua telegu Andhra Prabha. Sempre a Mumbai, furono create le edizioni in lingua gujarati dei quotidiani Lok Satta e Jansatta.
Nel '90 l'Indian Express acquisì lo Sterling Group unitamente ai suoi periodici, fra i quali la rivista Gentleman
Alla morte di Goenka, due membri della famiglia fecero confluire le pubblicazioni stampate nel nord dell'India nell'Indian Express, con sede a Mumbai; invece, i giornali stampati nell'India meridionale furono acquisiti dall'Express Madurai Ltd., con quartier generale a Chennai. 

L'8 giugno 1996, The Indian Express iniziò a pubblicare nel Web. A cinque mesi da debutto, il sito expressindia.com dichiarò di avere 700.000 visualizzazioni al giorno, ad eccezione del fine settimana in cui scendevano al 60% dei livelli medi..

## Sedi
Mumbai è la sede amministrativa e direzionale, mentre i principali studi dell'Indian Express si trovano a Noida. Una sede operativa a Delhi coordina tutte le edizioni a livello nazionale.
Express Publications ha la propria sede a Madurai.